# コーポレートアイデンティティ
コーポレート・アイデンティティ（英: corporate identity 略称: CI）は、企業文化を構築し特性や独自性を統一されたイメージやデザイン、またわかりやすいメッセージで発信し社会と共有することで存在価値を高めていく企業戦略の一つ。「CI」「CI計画」「CIプロジェクト」などとも呼ばれる。

## 概要
コーポレート・アイデンティティ（以下CI）は、企業のあるべき姿を体系的に整理し、それに基づいて自社の文化や特性・独自性などをイメージ、デザイン、メッセージとして発信することで会社の存在価値を高めようとするビジネス手法である。
主に社会における企業イメージの構築を行うために計画・実行されるが、企業内部においても価値の共有による意識の向上、また品質や生産性、就職希望者の増加などの効果が期待できる。
1940年代まではコーポレート・イメージやブランド・アイデンティティという概念がなかったが、企業のロゴマークの商業的価値への関心がCIのイメージ形成の重要な要素になったといわれている。
CI 計画を実行するにあたりその企業を象徴するマークやロゴを策定することが多いため「 CI とはマークを新しくすること 」と理解されることがあるが、その本質は企業文化を高め顧客をはじめとする関係者や企業、社会とよりよい関係を築くことが目的であり、定められた理念は明確で親しみやすい言葉にされマークやロゴとともに統一された使用法で様々なコミュニケーションに使われる。これらの言葉はその役割により「コーポレート・ステートメント」「コーポレート・スローガン」「コーポレート・メッセージ」等と呼ばれる。
また、マークやロゴは流行や時代の気分あるいはただ単に新しさを追求して作られるのではなく、あくまでも企業の掲げる理念や特性を視覚化したものであり、時の変化に左右されることのない普遍性、また競合企業と明確に差別化するための強い独自性を持っていることが重要である。新しいマークは企業を象徴するものとして広く社会に浸透するようあらゆる形でプレスリリースされ、その後も PR や様々なプロモーションの核として企業と社会をつなぐ重要な役割を果たす。またマークやロゴは知的財産として商標登録され企業の資産として厳しく管理される。
結果として、適切でヴィジョンを感じさせるCIとは、事業領域、固有能力、社会的責任の重なったところに収まっているかどうか、というチェックも可能である。ダイキン工業では「空気で答えを出す会社」というコーポレート・メッセージを企業広告等のメインコピーにしている（2019年）。これは、空調機器メーカー（世界一）であるという「事業領域」、加湿、除湿、アレルゲン等への対応（答えを出す専業メーカー）といった「固有能力」、省エネ性能といった「社会的責任」の3つを押さえていることが分かる。後はコピーの質の問題もあるが、少なくとも外的な適切性が高いCIだ、ということが可能である。

## 歴史

### アメリカ合衆国
米国では1950年代のモダンアートの隆盛とともに企業のロゴマークの商業的価値への関心が高まりビジュアル・アイデンティティの専門家が増えた。さらに1960年代にはマスメディアの進展とともにCIの確立がビジネスモデルの構築の上で重要な鍵になると考えられるようになった。
ウォーリー・オリンズは1978年にはコーポレート・パーソナリティという概念を提唱し、1989年には企業文化の可視化としてコーポレート・アイデンティティを紹介した。
1991年にはデビッド・アーカーがロゴやCIなどを含めたブランドの資産価値という観点から『ブランド・エクイティ戦略』を発表するなど、ブランドの無形資産としての認識は企業（CI）だけでなく個々の事業や商品・サービスの領域にも広がりブランド化（ブランディング）へと進化した。

### 日本
日本における本格的な CI 計画は、1975年春 のマツダ (東洋工業) による導入が最初であり、中西元男率いる PAOS が 5年の年月をかけ開発した。シンボルを兼ねるロゴのデザインはニューヨーク在住の レイ 吉村 が担当した。1980年代になるとバブル経済の影響を受け「CI ブーム」が起り、例えば多数の地方博でも取り入れられた。一般にも広く知られるようになり1990年代にかけ様々な企業が導入した。その後は 2000年頃を境に登場した新しい戦略概念「 ブランディング 」がその役割を引き継ぐ形で現在に至っている。学術団体については、1951年4月21日、日本商業学会が慶應義塾大学教授向井鹿松を初代会長として設立された。

## 構成要素
CI は、3つの要素により構成される。
| 要素                             | 意味       |
| -------------------------------- | ---------- |
| MI：マインド・アイデンティティ   | 理念の統一 |
| BI：ビヘイビア・アイデンティティ | 行動の統一 |
| VI：ビジュアル・アイデンティティ | 視覚の統一 |

つまり、定めた理念を共有し、理念に基づく考え方と行動により商品を製造・供給する。そしてその企業・製品の優れた特性や独自性を統一されたイメージやデザイン、またわかりやすいメッセージで発信するという一連の行程を計画的且つ確実に実行することで、社会におけるより良い企業活動、より良いコミュニケーション、より良い関係を築くことができ、同時に競合企業と明確な差別化がなされるようになる。「情報の90%は視覚を通じて伝わる」と言われるようにマーク等の視覚的変化が注目され話題にされることが多いが、以上のように目に見えない価値と行動の実践が CI 計画を成功させるためには大変重要である。

## CI 計画の開発項目

### ネーミング開発
- 社名やブランド名 ： 競合企業・競合ブランドと明確に差別化するための名称。

### 企業理念開発
- コーポレート・フィロソフィ（企業理念）
- コーポレート・ステートメント
- コーポレート・スローガン
- コーポレート・メッセージ

### デザイン開発
- 企業またはブランドマーク
- 企業またはブランドロゴ
- 正式社名ロゴタイプ (英文・和文)
- コーポレート・メッセージなどのロゴ化
- コーポレート・カラー
- 使用規定 等

これら一連の開発項目は CI マニュアルとしてマニュアル化されその使用法を厳しく管理される。プロモーション等でマークやロゴを使用する場合には CI マニュアルで定めた規定に従い配置や大きさまた色等忠実に再現することが求められる。その理由は、広告等のように時代や流行とともに移り変わる一過性の刺激に対する反応を集めることが目的ではなく、掲げる理念やビジョンを効率良く認知・浸透させ、最終的に企業の共感や信頼が育つようにすることを目的しているためである。また長い年月の中でイメージが風化したり、複雑化することなく常に新鮮さを保ち、企業の存在を確実に顧客をはじめとする社会に訴求し続けなくてはならないからである。
CI 計画のコンサルティングおよびマークやロゴ等のデザイン開発をトータルに手がける企業の中には世界的に活動している企業も多い。（ランドーアソシエイツ、ブラビス・インターナショナル、ペーター・シュミット・グループ、グラムコ、インターブランド、アイデックスなど）

## コーポレート・ブランドとプロダクト・ブランド
今日では多くの企業がコーポレート・ブランドの下に複数のブランドを所有しており、対象とする顧客や商品特性に合わせたブランド展開をしている。このような状況においては所有ブランド同士が市場で衝突するなどの事態を回避し、個別ブランドの持つブランド力を結集しコーポレート・ブランドの価値を高めていくブランド・ポートフォリオに基づくブランド・マネジメントが必要になってくる。
EIZO
EIZO（エイゾー）- ディスプレイ装置のブランド名
JVCケンウッド（旧日本ビクター/旧ケンウッド）
Victor（ビクター）- 電化製品全般。子会社のビクターエンタテインメント（メインレーベル）やビクターインテリアでもこのレーベルやブランドで展開。
JVC（ジェイ・ブイ・シー）- カーオーディオおよび日本国外における音響・映像製品のブランド名
KENWOOD（ケンウッド）- 旧称・TRIO（トリオ）。経営統合後に第3ブランドとなる。統合発表から少し前まではAV・通信機関連にまで裾野を広げていた。現在は祖業である無線機器や、後発の分野であるカーエレクトロニクスを主力としてブランド再生を目指している。
KDDI（沖縄セルラー電話を含む）
au（エーユー） - 携帯電話を含む移動体通信事業、ならびに同社の提供する個人向け・法人向けITサービスの各ブランド名。
iida（イーダ、イイダ） - これまでのau design projectに代わる同社のデザインプロジェクト関連のブランド名
アスキー・メディアワークス（現KADOKAWA）
電撃（でんげき） - 同社の旧メディアワークス時代から続く雑誌・書籍関連ブランド。同社のメインブランドである。
ASCII MEDIA WORKS（アスキー・メディアワークス） - 同社のゲームソフト・ライトノベル（一般小説志向）・書籍関連ブランド。ゲームソフト用ブランドは旧メディアワークスの同名ブランド（MEDIA WORKS/media works）より継承。
ASCII（アスキー） - 同社の旧アスキー（2代目）より継承したIT関連雑誌・書籍のブランド。
アイ・オー・データ機器
I-O DATA（アイ・オー・データ）- コンピュータ周辺機器全般
挑戦者（ちょうせんしゃ）- コンピュータ周辺機器のブランド名（PC上級者向け）。現在は休眠状態。
エディオン
DEODEO（デオデオ） - 中・四国地方、九州地方におけるストアブランド。ブランド完全集約前までは三大圏（京阪神圏・中京圏・関東首都圏）でも展開していた。
MIDORI（ミドリ電化） - 関西地方におけるストアブランド。ブランド完全集約前までは東海・首都圏でも展開していた。
EIDEN（エイデン） - 中部地方におけるストアブランド。
ishimaru（石丸電気） - 関東地方におけるストアブランド。のちに甲信越・東北・北海道にもストアブランド対象地域が拡大。
オンキヨー
ONKYO（オンキヨー）- 電化製品全般
WAVIO（ウェービオ）- PC向け音響製品のブランド名
SOTEC（ソーテック）- パーソナルコンピュータのブランド名。買収後は子会社としてしばらく存続していたが、現在はオンキヨー本体に合併。
Integra（インテグラ）- 音響・映像製品のブランド名（高価格製品主体）
三洋電機
SANYO（サンヨー）- 電化製品全般
OTTO（オットー）- 音響製品のブランド名であったが、現在は使用されず。
シャープ
SHARP（シャープ）- 電化製品全般
OPTONICA（オプトニカ）- 音響製品のブランド名であったが、現在は使用されず。
スバル（旧富士重工業）
スバル（SUBARU） - 同社における自動車製造部門のブランド。現在はこちらが商号となっている。
ロビン（Robin） - 同社における汎用エンジンのブランド。かつては元子会社（※下記参照）で二輪車関係や消防関連にも展開していた。
ラビット（Rabbit） - かつては同社における二輪車ならびに消防用エンジンポンプの各ブランドであったが、現在はマキタ沼津（旧・富士ロビン）の一部のブランドとして使用されている。
ソニー
SONY（ソニー）- 電化製品全般
AIWA（アイワ）- 音響・映像製品のブランド名（低価格製品主体）。企業としてのアイワ（初代）は2002年にソニーと合併。ブランド自体も2009年内に一旦完全終了していたが、2017年に十和田オーディオが日本における商標権をソニーから取得し、子会社としてアイワ（二代目）を改めて発足。
QUALIA（クオリア）- 音響・映像製品のブランド名（高価格製品主体）。現在は順次発売終了。
太陽誘電
That's（ザッツ）- 記録メディア全般
ティアック
TEAC（ティアック）- 電化製品全般
TASCAM（タスカム）- 業務用音響製品のブランド名
ESOTERIC（エソテリック）- 音響・映像製品のブランド名（高価格製品主体）
東京放送ホールディングス
TBS（ティービーエス） - 同社のグループ統一ブランドで、地上波テレビ放送子会社であるTBSテレビの略称およびチャンネル名（公式通称）。また、同社では映像ソフトレーベルとしても使用。
BS-TBS（ビーエス・ティービーエス） - 同社の子会社である同名の衛星デジタル放送事業者（株式会社BS-TBS）の社名およびBSチャンネル名。旧称・BS-i（ビーエス・アイ）。
TBSラジオ（ティービーエス・ラジオ） - 同社の子会社である同名のラジオ放送事業者（株式会社TBSラジオ）の社名およびチャンネル名。通称・TBSラ（ティービーエスラ）。
東芝
TOSHIBA（とうしば）- 電化製品全般
Aurex（オーレックス）- 音響製品のブランド名。オーディオ事業をオンキヨーに譲渡した1990年以降使用されなかったが、2016年3月にパーソナルCDラジオシステムを発売し、ブランド復活。
トヨタ自動車
トヨタ（TOYOTA）
レクサス（LEXUS）- トヨタ（TOYOTA）ブランドから切り離した、高級車専門ブランド
サイオン（SCION）- トヨタ（TOYOTA）ブランドから切り離した、若年層向けブランド。日本では使用されず
日産自動車
日産（NISSAN）
インフィニティ（INFINITI）- 日本国外における高級車ブランド。日本では車名（インフィニティQ45）に使用した例があり、現在はスカイラインに敢えてインフィニティのCIマークを装着してプレミアム感を主張している。
ダットサン（DATSUN）- かつては国内や北米でも使用していた小型車専門ブランドで、現在では新興国を中心に展開する。
パイオニア
Pioneer（パイオニア）- 電化製品全般
TAD（タッド）- 業務用音響製品のブランド名
carrozzeria（カロッツェリア）- カーオーディオのブランド名
ELITE（エリート）- 日本国外における音響・映像製品のブランド名（高価格製品主体）
パナソニック
Panasonic（パナソニック）- 電化製品全般。かつては日本国外の映像・音響製品のブランド名。最初のブランド適用商品はブランドの発祥でもある同名のテレビ（受像機）。
National（ナショナル）- 家庭電化製品のブランド名。現在はパナソニックに統合。使用されず。
Technics（テクニクス）- 音響製品のブランド名。
RAMSA（ラムサ）- 業務用音響製品のブランド名。現在はパナソニックブランドの一部となっている。
バッファロー
BUFFALO（バッファロー）- コンピュータ周辺機器全般
玄人志向（くろうとしこう）- コンピュータ周辺機器のブランド名（PC上級者向け）
バンダイナムコゲームス
namco（ナムコ） - 同社のメインブランドとなっているゲームソフト関連のブランド。同名のグループ企業（および同社のブランド）は同社よりゲームソフト関連以外を会社分割により事業継承した新設の会社（およびブランド）。
BANDAI（バンダイ） - 旧バンダイから会社分割により継承したゲームブランド。
BANPRESTO（バンプレスト） - 旧バンプレストから会社分割により継承したゲームブランド。
日立製作所
HITACHI（ひたち）- 電化製品全般
Lo-D（ローディー）- 音響製品のブランド名であり、現在も量販店向けブランドとして使用している。
富士フイルム
FUJIFILM（フジフイルム） - 化学製品全般
AXIA（アクシア）- 記録メディア全般のブランド名であったが、現在使用されず（メインブランドのFUJIFILMへ統合）。
FUJINON（フジノン） - 医療用機器関連のブランド。かつては同名の子会社（フジノン株式会社）で展開。また、同系列の会社では光学レンズのブランドとしても使用している。
本田技研工業
ホンダ（Honda） - 同社における自動車製造部門のブランド。自動車のほか祖業であったオート二輪（オートバイ・スクーター）や小型農機関連（小型耕運機）へも展開。
アキュラ（ACURA） - 日本国外における高級車ブランド。日本でも展開する計画があったが、不況により白紙撤回。
マツヤデンキ
Caden（キャデン） - 同社の現在のストアブランド。通常は下記の旧ストアブランドと併記して使用されるケースがほとんどである。
マツヤデンキ（MATSUYA DENKI） - 同社のかつて存在した主力ストアブランド。現在は新ストアブランドであるキャデンと併記して継続使用。
三井農林
日東紅茶（にっとうこうちゃ） - 同社の紅茶使用加工品ブランドかつ主力ブランド。三井物産食品グループの幹事社の一社でもあり、提供クレジットでは（企業スポンサーとして）社名の代わりに使用。
三井銘茶（みついめいちゃ）同社の緑茶加工品（インスタント品）ブランド。同社における、一連の「日東紅茶」新CI計画の一環として新規事業として参入。
三菱化学メディア
MITSUBISHI（みつびし）- 記録メディア全般。2010年以降に順次ブランド廃止。
Verbatim（バーベイタム）- 日本国外における記録メディアのブランド名。三菱化成工業（のちの三菱化学(旧)）との合弁事業時代より継続。日本向けも2010年をもって同ブランドへ統合。
三菱電機
MITSUBISHI（みつびし）- 電化製品全般
DIATONE（ダイヤトーン）- 音響製品のブランド名（高価格製品主体）
森永乳業
Morinaga/MORINAGA（モリナガ、森永）- 今日まで使用している同社の主力ブランド。アイスクリームをはじめとした冷菓事業についても2010年10月期以降は順次、同ブランドへ集約されている。
ESKIMO（エスキモー）- 2010年9月末まで使用していたアイスクリームブランド。ボーデン社との連携により誕生したブランド。兄弟会社で設立母体に該当する森永製菓との経営統合検討・準備（森永ホールディングス構想）もあり、現在は森永（モリナガ）ブランドに順次集約。
雪印メグミルク
雪印（SNOW BRAND（スノーブランド））- 日本国内における名門の乳製品ブランドの一つ。一時期、一連の不祥事騒動（雪印ショック）でグループ解体の憂き目を見たが、今日ではグループ再結集により主力ブランドの一角として再生を果たしている。
MEGMILK（メグミルク）- 上記の雪印ショックに伴い旧全農系ブランドの農協牛乳シリーズやヨープレイト（※後述）関連事業と統合してCI導入により雪印牛乳から現在のブランドへ改称。
Yoplate（ヨープレイト）- かつて全農グループの手掛けたヨーロッパ発のヨーグルト関連商品ブランド。現在はメグミルク内部のビジネスユニットに組み込まれる（2006年度末をもって提携解消）。近年では明治ホールディングス（明治乳業）と提携して共同で新商品『グルト!』を開発・発売するようになった。なお、現在は読み方が創業地・フランスの現地語読みによりヨープレイとなる。
よつ葉印 - かつて存在したよつ葉乳業のブランド。旧雪印の主力ブランドの一つでもあった。戦後のGHQ介入に伴い旧雪印の解体に伴い別会社化。再統合後は雪印ブランドへ順次集約された。